# Missisa Lake
Missisa Lake är en sjö i Kanada.   Den ligger i Kenora District och provinsen Ontario, i den östra delen av landet, 1 000 km nordväst om huvudstaden Ottawa. Missisa Lake ligger 170 meter över havet. Arean är 183 kvadratkilometer. Den sträcker sig 19,8 kilometer i nord-sydlig riktning, och 15,8 kilometer i öst-västlig riktning.
Trakten runt Missisa Lake är nära nog obefolkad, med mindre än två invånare per kvadratkilometer.